# 佐々木盛綱

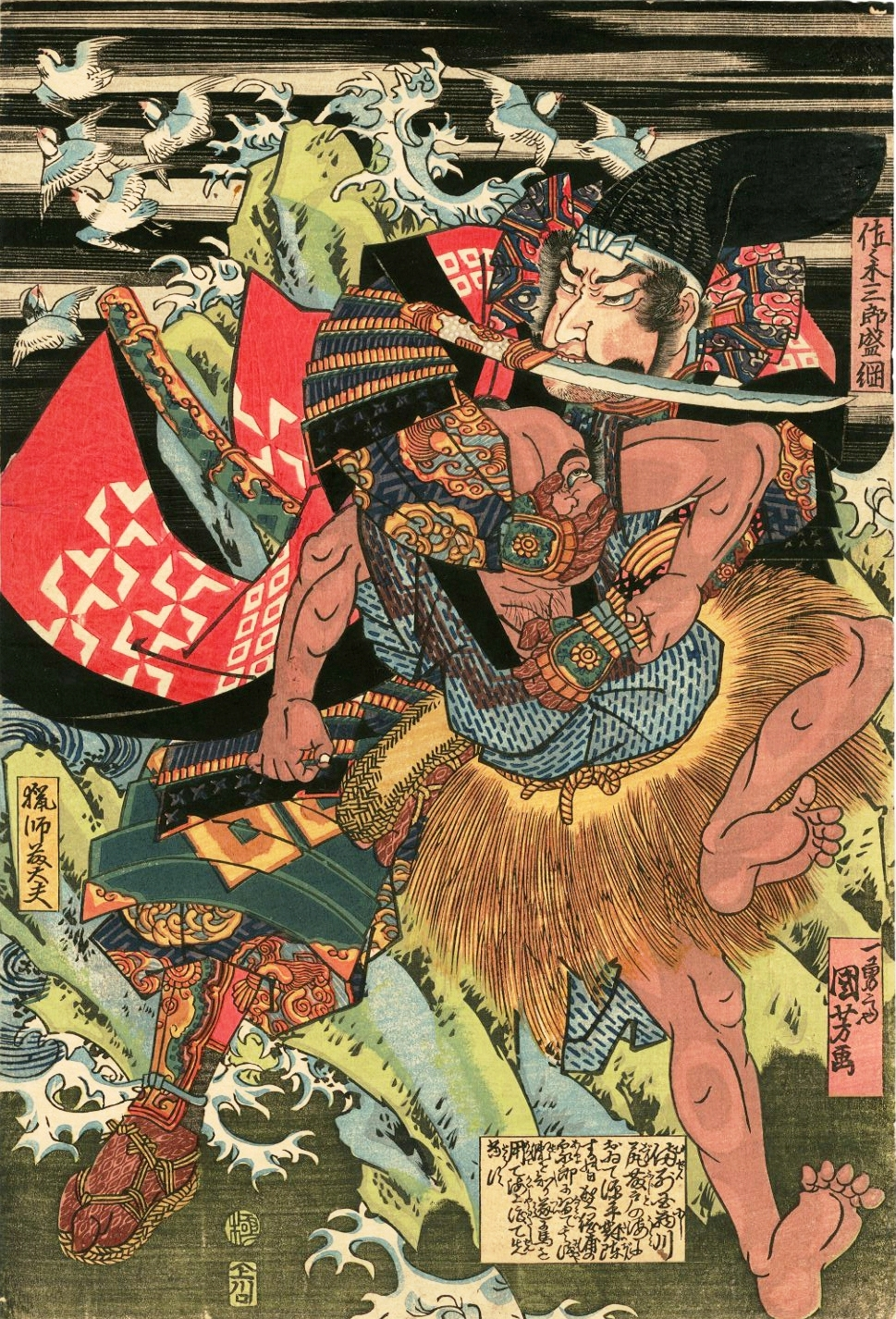
漁師を殺す盛綱（歌川国芳画）

佐々木 盛綱（ささき もりつな）は、平安時代末期から鎌倉時代初期の武将。加地 盛綱とも呼ばれ加地氏の祖である。
近江の宇多源氏佐々木氏棟梁である佐々木秀義の三男として生まれる。初名は父の1字を取って秀綱（ひでつな）といった。源頼朝に伊豆の流人時代から仕え、その挙兵に従い治承・寿永の乱で活躍。備前国児島の藤戸の戦いでは、島に篭もる平行盛を破った。
能の『藤戸』、歌舞伎の『盛綱陣屋』にも登場する。備前国児島荘、越後国加地荘、上野国磯部などを領した。

## 生涯
- 文中の月日は全て旧暦
- 改元の有った年は改元後の元号を記す

### 源平の戦い
近江国佐々木庄を地盤とする宇多源氏佐々木氏の棟梁である佐々木秀義の三男として生まれる。平治元年（1159年）の平治の乱で父が従った源義朝の敗北により、一門と共に関東へと落ち延び、渋谷重国の庇護を受ける。仁安元年（1166年）、元服して名を盛綱に改めると、16歳で伊豆国に流された義朝の遺児・源頼朝の身辺に仕える事となった。
治承4年（1180年）8月6日、平氏打倒を決意した頼朝の私室に一人呼ばれ、挙兵の計画を告げられる。この時に頼朝は「未だ口外せざるといえも、偏に汝を恃むに依って話す」と述べた。頼朝は他の家人である工藤茂光、土肥実平、岡崎義実、天野遠景、加藤景廉にも同様の言葉を述べていたが、それでも盛綱は当初から頼朝の信頼が厚かった事が分かる。
8月17日の挙兵の日、兄達が山木兼隆の後見で勇士とされた堤信遠を討った後、景廉と共に兼隆の邸宅へと赴きその首を獲った。20日、頼朝に従い相模国へと赴くが石橋山の戦いで敗れる。盛綱兄弟は石橋山で平氏側であった渋谷重国の館に逃れ、重国は喜んで盛綱らを迎え倉庫に隠しもてなした。安房国へ逃れていた頼朝が再び兵を集め鎌倉に入ると、盛綱兄弟は再び頼朝の下に参じ、10月20日の富士川の戦いで平氏を破り、23日に相模国府で行われた挙兵後初の論功行賞では、旧領の佐々木庄を安堵された。11月4日、常陸国府での佐竹秀義との戦いにも加わる。
寿永元年（1182年）6月7日、由比ヶ浜での酒宴で、酒に酔い倒れた加藤景廉の介抱を行う。10月17日、頼朝の嫡子である源頼家が産所から邸宅に入る際の輿を担いでいる。
元暦元年（1184年）12月、盛綱は平氏追討の為備前国児島に在り、7日には平行盛が率いる五百余騎が篭もる城を攻め落とす。この合戦は藤戸の戦いと呼ばれ、『平家物語』にも描かれており、島に篭もる行盛に対し、漁師から馬でも渡れる浅瀬を聞き出した盛綱が、藤戸の海峡の波を馬で乗り越え先陣を切って攻め入ったとされる。なお地元ではその漁師を口封じの為に殺したと伝わる。それを題材として、謡曲「藤戸」が作られた。

### 鎌倉の御家人
平家滅亡後、頼朝と弟の源義経との間で対立が深まっており、そうした中の文治元年（1185年）10月24日、頼朝は父・義朝の供養を行い、盛綱もそれに列している。文治2年（1186年）10月24日、甘縄神明神社へ参拝した頼朝に随行する。文治4年（1187年）7月10日、源頼家が初めて鎧を着る儀式に加わる。建久元年（1190年）8月15日、頼朝の鶴岡八幡宮参拝に随行する。
同年7月20日、頼朝の邸宅での双六の最中に、盛綱の15歳の息子・信実が工藤祐経の額を石で打ち、流血へと至る事件が起きる。信実はその場を逃れ、盛綱はその後を追ったが、翌日に頼朝より信実を捕らえよと命じられる。しかし盛綱は、信実は既に出家を遂げ逃亡し、親子の縁を切ったと述べる。頼朝が盛綱に対し、祐経に対する謝罪を命じると、既に親子の縁を切った事を理由に謝罪を拒否した。
9月から11月、頼朝に従い上洛し、院への参上や石清水八幡宮への参拝などに随行する。建久2年（1191年）10月1日、奥州と越後国より牛15頭を頼朝に贈る。建久3年（1192年）11月15日、永福寺への参拝に随行する。建久4年（1193年）9月7日には後白河法皇の崩御後に荒廃していた御所の宿直を命じられる。建久5年（1194年）2月2日、北条泰時の元服式に、11月21日には三嶋大社の神事による笠懸に加わる。
建久6年（1195年）4月10日、東大寺供養の為に上洛した頼朝の参内に従い、この時には兵衛尉に任じられている。5月20日の四天王寺参拝にも随行している。
頼朝が没した後の建久10年（1199年）3月22日には、出家しており西念と称する。建仁元年（1201年）4月3日、上野国磯部郷に在り、城資盛・坂額御前の反乱の制圧を命じられる。命令は4月5日に西念の下に届き、越後国鳥坂城に構える城資盛を激戦の末に破った（建仁の乱）。牧氏事件では、元久2年（1205年）閏7月26日京に在った平賀朝雅を討つ軍に加わる。
没年月日は不詳であるが、倉敷市に盛綱のものと伝わる墓が残っている。

## 画像集

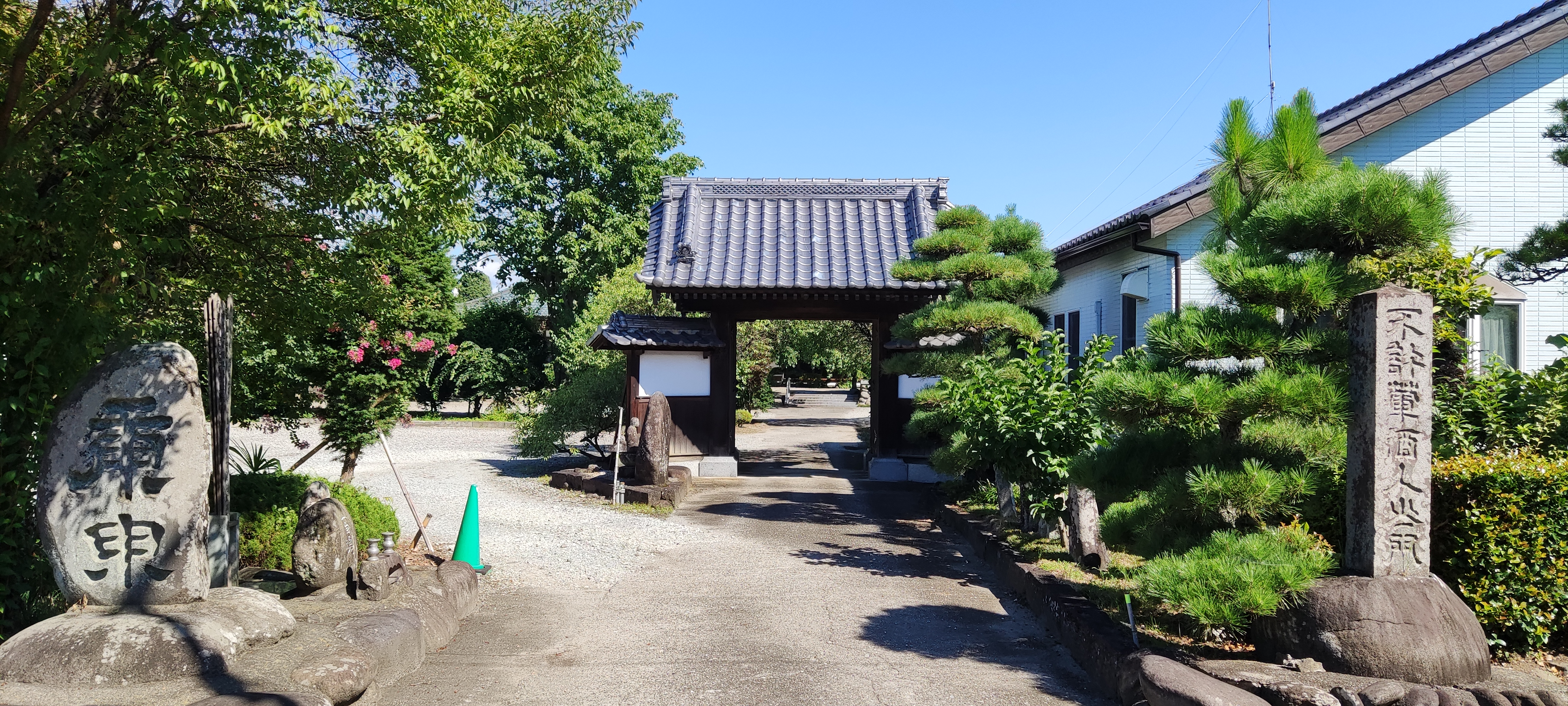
松岸寺（安中市）（群馬県安中市磯部4‐4‐27）
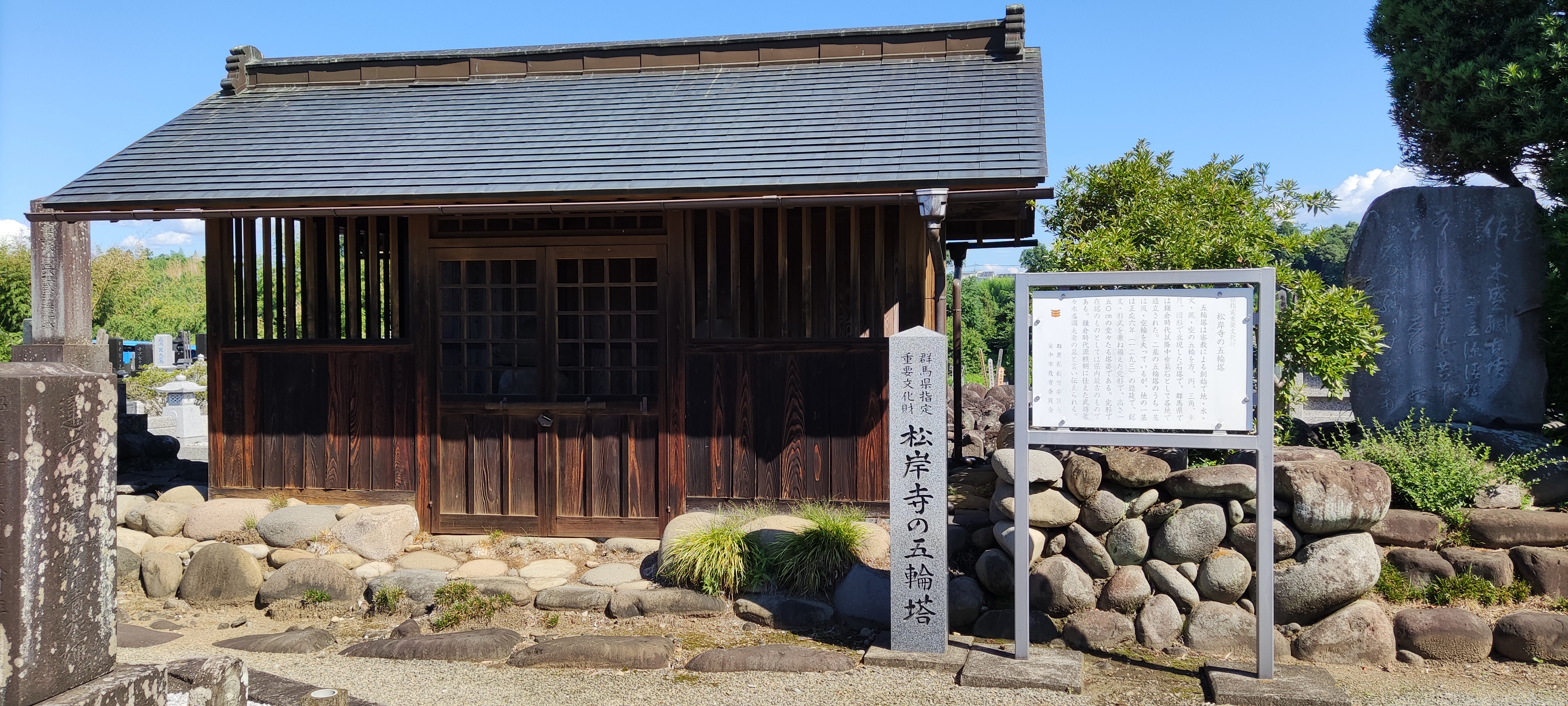
松岸寺の五輪塔（安中市）（松岸寺境内、伝佐々木盛綱夫妻墓）
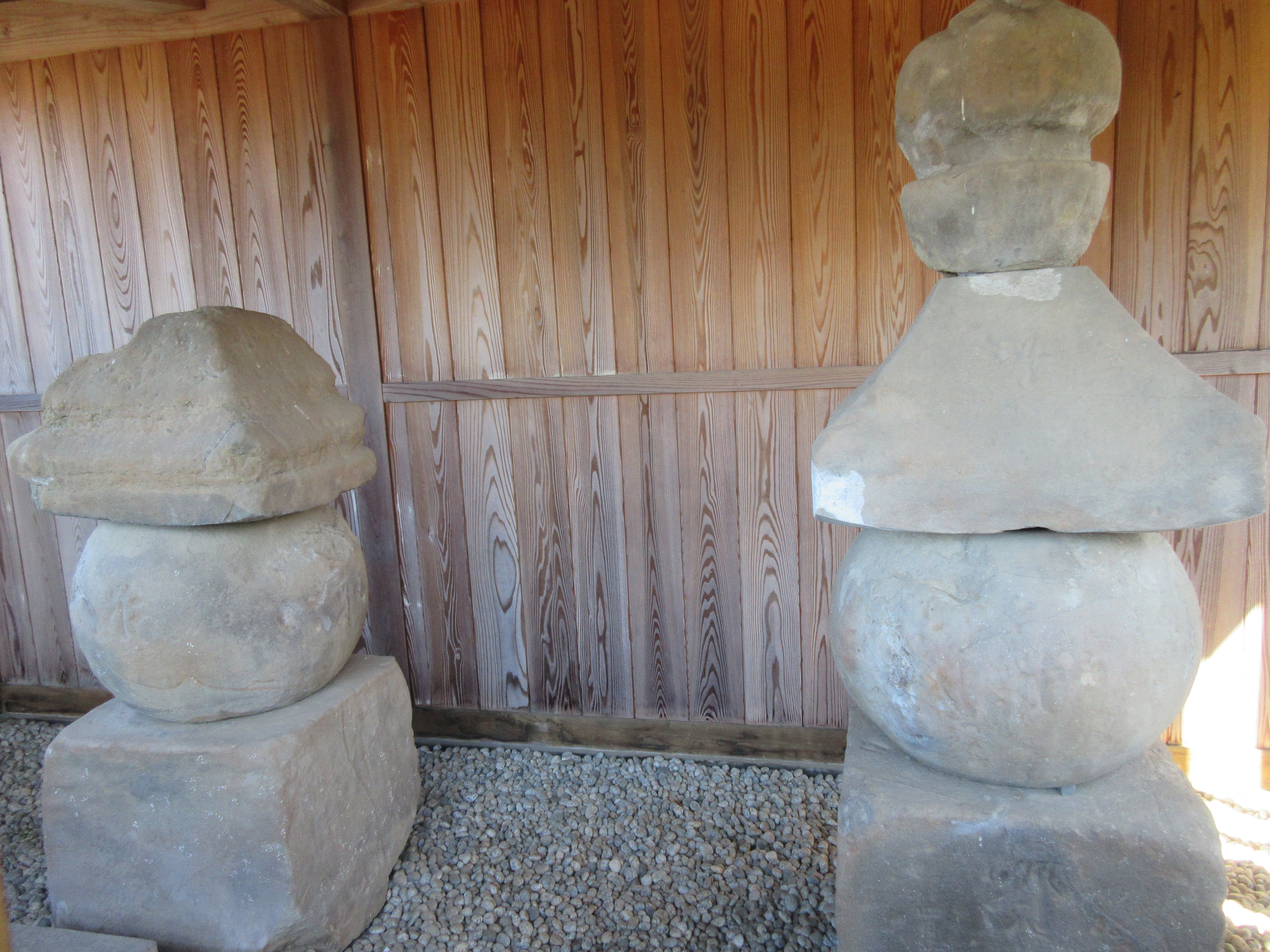
松岸寺の五輪塔（堂内）（説明板は1基正応6年（1293）造建）

## 関連作品
映画
- 『富士に立つ若武者』（1961年） - 演：平幹二朗

テレビドラマ
- 『草燃える』（1979年、NHK大河ドラマ、演：佐久田修）
- 『鎌倉殿の13人』（2022年、NHK大河ドラマ、演：増田和也）